# 미하일 시탈렌코프
미하일 알렉세예비치 시탈렌코프(러시아어: Михаи́л Алексе́евич Шталенко́в, 1965년 10월 20일~)는 러시아의 아이스하키 선수, 지도자이다. 포지션은 골텐더로 내셔널 하키 리그(NHL)의 마이티 덕스 오브 애너하임, 에드먼턴 오일러스, 피닉스 카이오티스, 플로리다 팬서스 소속으로 활약했다.
소련, 독립국가연합, 러시아 국가대표팀 소속으로 활동했으며 1992년 동계 올림픽에서 금메달, 1998년 동계 올림픽에서 은메달을 획득했다.